# 39 (število)
39 (devétintrídeset) je naravno število, za katero velja 39 = 38 + 1 = 40 - 1.

## V matematiki
- sestavljeno število.
- polpraštevilo.
- 39 je vsota petih zaporednih praštevil 39 = 3 + 5 + 7 +11 + 13 in vsota prvih treh potenc števila 3 39 = 31 + 32 + 33.
- Perrinovo število.

## V znanosti
- vrstno število 39 ima itrij (Y).

## Drugo

### Leta
- 439 pr. n. št., 339 pr. n. št., 239 pr. n. št., 139 pr. n. št., 39 pr. n. št.
- 39, 139, 239, 339, 439, 539, 639, 739, 839, 939, 1039, 1139, 1239, 1339, 1439, 1539, 1639, 1739, 1839, 1939, 2039, 2139